# Digimon Savers: Another Mission
Digimon Savers: Another Mission (デジモンセイバーズ アナザーミッション?, Dejimon Seibāzu Anazā Misshon), conosciuto in Nord America come Digimon World Data Squad, è un videogioco giapponese del media franchise Digimon sviluppato da B.B. Studio e pubblicato da Namco Bandai per PlayStation 2. Venne distribuito in Giappone il 30 novembre 2006, in America del Nord il 18 settembre 2007 mentre in Europa rimane inedito.

## Caratteristiche
Il videogioco è ambientato nell'universo di Digimon Savers, e ruota attorno ai Sette Grandi Signori Demoniaci. In questo gioco, il giocatore controlla i tre personaggi principali dell'anime: Masaru Daimon, Touma H. Norstein e Yoshino Fujieda, assieme ai loro Digimon partner. La grafica è in stile cel shaded e il sistema di battaglia è simile al Battle Terminal. Il gioco appartiene ad uno speciale genere chiamato "videogioco di ruolo drammatico/innovativo" perché i Digimon partner sono influenzati da come il giocatore li tratta.
Nel videogioco sono anche presenti nuovi personaggi e nuovi Digimon non presenti nell'anime: Yuma Kagura, che ha come partner una Renamon; Kosaburo Katsura, arrogante investigatore privato che ha come partner una goffa Biyomon; Tsukasa Kagura, fratello maggiore di Yuma e nuovo tecnico DATS; Masaki Nitta, che afferma di avere un passato alla DATS; e Manami Nitta, sorella di Masaki.

## Trama
Dopo una lotta tutorial con un Otamamon, Masaru Daimon e Agumon si scontrano con Tylomon che sta affondando navi nella zona di Walter Island. Dopo la sconfitta di Tylomon, Creepymon appare e sconfigge GeoGreymon. Yoshino arriva sul posto per riportare Marcus e Agumon al Quartier Generale della DATS. Nel frattempo, una ragazza di nome Yuma finisce rapito da due DemiDevimon e il suo Renamon giunge in ritardo.
Al Quartier Generale della DATS, il comandante Sampson e Kudamon avvisano il gruppo che cinque bambini sono scomparsi in tutto il mondo. Sampson invia Masaru e Yoshino per Sneyato Forest dove incontrano Touma e fronteggiano Bakemon. La battaglia con Bakemon ha inizio. Durante la battaglia, Bakemon digievolve in Myotismon e una trasmissione misteriosa dice loro come sconfiggere Myotismon. Dopo aver fatto ciò, i membri della DATS ritornano al Quartier Generale e scoprono che Tsukasa Kagura, vecchio amico di Touma, è stato trasferito alla DATS ed è colui che ha dato loro la tattica per sconfiggere Myotismon. Kagura dice anche che sua sorella Yuma è scomparsa.
Arrivando alle Rage Caverns, Kagura avverte i membri DATS che i loro Digimon non possono digievolvere negli stessi Digimon a causa della Dark Area. I tre arrivano alle Rage Caverns per trovare un altro Digimon avversario. Dopo una serie di terremoti, i membri della DATS scoprono che il loro avversario è Belphemon. Dopo la sconfitta di Belphemon, un ragazzo di nome Wyiu viene salvato con la Chiave Codice di Sloth in suo possesso, che un investigatore privato, Kosaburo Katsura ruba con l'aiuto del suo Biyomon. Quando Katsura scappa, Kagura prepara un'evacuazione immediata per i membri della DATS per portare indietro il ragazzo. Creepymon allora è visto alla porta della Dark Area e una persona misteriosa gli si avvicina.
Sampson dice ai membri della DATS circa Masaki Nitta, che ha lasciato DATS per aver fato del male ad un criminale e al suo compagno Digimon. Yoshino rivela che Kosaburo ha interferito con alcune sue vecchie missioni quando sono emerse le informazioni sulla chiave Codice Sloth.
Dopo che Keenan Crier si unisce al gruppo, un altro importante Digimon viene rilevato al Mirage Museum. I quattro vedono uno spazio sconosciuto. Ad un tratto compare il Digimon Barbamon e combatte contro il gruppo. Egli è sconfitto e una ragazza di nome Florda viene salvata. Dopo una confusa conversazione con la ragazza, la chiave del Codice Greed è individuata. Kosaburo e Biyomon appaiono di nuovo e la rubano. Il ladro scompare e Kagura prepara un'evacuazione immediata per i membri DATS, portando in sicuro la ragazza.
Tornato al Quartier Generale della DATS, Kagura dice al team che sua sorella Yuma è soprannominata "ragazza mostro" perché può parlare ai "mostri". Kagura crede che ciò che è accaduto al Mirage Museum sia in realtà un SOS dal Livilus Island. La squadra risponde all'SOS, che si scopre provenire da Renamon. Dopo il salvataggio, Renamon racconta ai membri DATS che Yuma è diventata parte del materiale che comprende il Digimon Lilithmon. Il gruppo incontra Lilithmon che insulta Yoshino e dà inizio alla battaglia. Dopo la sconfitta di Lilithmon, Yuma torna normale mentre Gaomon riesce ad attaccare Biyomon prima che Kosaburo possa afferrare il codice chiave Lust. Quando Kosaburo fa digievolve Biyomon in Birdramon, Renamon usa ciò che le è rimasto per curare gli altri Digimon. La squadra DATS sconfigge Kosaburo e Birdramon, ma questi fuggono. Kagura arriva e dice a Yuma che tratteranno Renamon presso le strutture DATS.
Alla Sea Precipice Jerapilus, Kosaburo entra in contatto con il suo cliente e gli dice che la DATS ha la chiave del Codice Lust. Nonostante questo, egli trasferisce i due codici chiave, Sloth e Greed, al suo cliente. La persona misteriosa dà all'investigatore il denaro pattuito per le carte. Mentre Kosaburo e Biyomon discutono su cosa fare con la loro paga, Creepymon arriva e attacca entrambi.
La squadra DATS arriva al Digital Dungeon e inizia la battaglia con Beelzemon. Quando il gruppo sconfigge Beelzemon, un ragazzo occidentale di nome Yèhèrta viene liberato. La squadra trova la chiave del Codice Gluttony.
Quando la squadra DATS arriva al Sea Precipice Jerapilus, inizia la battaglia con Leviamon e questo viene sconfitto. Il gruppo trova, poi, una silenziosa ragazza di nome Yigua che ha la chiave del Codice Envy. Kagura arriva per reclamare la chiave del codice. Un ferito Kosaburo arriva a dir loro che Kagura era il suo misterioso cliente, poiché ha piantato un dispositivo di tracciamento nella tasca di Kagura. Mentre il dispositivo di tracciamento si spegne, Thomas Touma trova le chiavi di codice nelle tasche di Kagura.
Kagura dice poi a Touma che i suoi scagnozzi, DemiDevimon e Devimon, avevano rapito Yuma e i suoi amici, gli altri bambini scomparsi, perché voleva che questi diventassero parte dei peccati di Digimon malvagi. Due DemiDevimon strappano le chiavi di codice a Yoshi. Dopo questo, il gruppo combatte due DemiDevimon e due Devimon e vince. Dopo la battaglia, Kagura scompare con tutte e cinque le chiavi di codice.
Alla chiamata del comandante Sampson, la squadra DATS rivela tutto al comandante, destando sorpresa in questi.
Dopo che Kosaburo si unisce al team, i ragazzi scoprono che Kagura sta usando le chiavi di codice per sbloccare il sigillo al Cho-Mao Digimon, Lucemon. La squadra viene inviata in una foresta dove il mondo digitale comincia a cadere a pezzi. In una battaglia nuovamente combattuta contro Creepymon, la squadra DATS ne esce vincitrice. Compare un cancello verso il mondo reale e Creepymon ci vola attraverso. Yuma poi si unisce ai cinque.
Nel mondo reale, dopo aver sconfitto alcuni Digimon che stavano attaccando il mondo reale, il gruppo ritrova Creepymon per una battaglia finale contro di lui. Dopo essere stato definitivamente sconfitto, viene rivelato che Nitta era stato utilizzato come parte del materiale per creare Creepymon. Nitta rinsavisce e accetta il fatto che era diventato un Digimon. Il Digivice (che Yoshi aveva raccolto), tuttavia, non appartiene a lui ma a sua figlia. Prima che Nitta svanisca, l'uomo dice a Yoshino di dire a sua figlia che la ama. Egli rivela anche che Kagura ha la chiave del codice Wrath, quindi ha tutte le chiavi del codice (Wrath, Gluttony, Greed, Sloth, Envy and Lust) per dissigillare Lucemon.
Kagura chiama Lucemon nonostante suo fratello dica che ciò che sta facendo è ingiusto. Dopo la sconfitta di Lucemon, questi assorbe Kagura (Kagura rivela di essere la chiave del codice Pride) e si ritira. Dopo aver sconfitto un gruppo di Digimon Mega, la squadra DATS si confronta con Lucemon. Dopo averlo battuto, si trasforma nella modalità Shadow Lord. Quando i sei ottengono la vittoria, Kagura è liberato da Lucemon e giace a terra, chiedendo perdono.

## Doppiaggio
| Personaggio      | Doppiatore giapponese | Doppiatore americano |
| ---------------- | --------------------- | -------------------- |
| Masaru Daimon    | Sōichirō Hoshi        | Quinton Flynn        |
| Agumon           | Taiki Matsuno         | Brian Beacock        |
| Touma H Norstein | Hirofumi Nojima       | Crispin Freeman      |
| Gaomon           | Kazuya Nakai          | Dan Lorge            |
| Yoshino Fujieda  | Yui Aragaki           | Colleen Villard      |
| Lalamon          | Yukana                | Dorothy Elias-Fahn   |
| Lilithmon        | Yuki Kaida            | Bonnie Cahoon        |
| Ikuto Noguchi    | Rie Kugimiya          | Brianne Siddall      |
| Falcomon         | Chie Kōjiro           | Steve Blum           |
| Megumi Shirokawa | Yukiko Hanioka        | Stephanie Sheh       |
| Miki Kurosaki    | Ai Nagano             | Kate Higgins         |
| Rentarou Satsuma | Taiten Kusunoki       | Jamieson Price       |
| Kudamon          | Nanaho Katsuragi      | Sam Riegel           |
| Lucemon          | Toshihiko Seki        | Kirk Thornton        |